# Morganton (Géorgie)
Pour les articles homonymes, voir Morganton.
Morganton est une ville américaine située dans le comté de Fannin, en Géorgie. Selon le recensement de 2020, sa population est de 285 habitants.